# Поліщук Наталія Юріївна
Ната́лія Ю́ріївна Поліщу́к (до шлюбу Копчак; нар. 18 вересня 1983) — українська художниця та поетеса, членкиня Національної Спілки Художників України (з 2008).
Заслужений художник України (2020).

## Життєпис
Наталія Копчак народилася 18 вересня 1983 року в місті Дрогобич Львівської області в родині художників Віри та Юрія Копчак. Має сестру Оксану та брата Андрія, які також є художниками.
У 2003 році з відзнакою закінчила Самбірський педагогічний коледж за спеціальністю «Образотворче, декоративно-прикладне мистецтво та дизайн». Її викладачами були І. І. Нам'як, М. А. Щерба, М. М. Яремків. У 2007 році закінчила факультет «Графіка» Української академії друкарства, де навчалася у С. О. Голінчака, П. І. Приведи, В. С. Овчинникова. За свій дипломний проєкт під керівництвом В. В. Стасенка отримала Похвалу Державної кваліфікаційної комісії.
Творчу діяльність розпочала з 1999 року, працює в галузі живопису. З 2008 року входить до Національної Спілки Художників України.
Була учасницею 16 пленерів та понад 80 виставок та арт-проєктів в Україні, Росії, Білорусі, Польщі, Словаччині, Угорщині, Хорватії, Італії, Словенії, Іспанії та Австрії.
Тричі нагороджена Почесною грамотою Міністерства культури і туризму України за вагомий особистий внесок у створенні духовних цінностей та високу професійну майстерність.
Творчість Наталії Поліщук висвітлено в понад 60 вітчизняних і зарубіжних каталогах, журналах та газетах, а також телеканалами: «Інтер», «ТРТ», «Телеканал 12», «Культура», «Белтелерадіокомпанія», «Real Estate TV», МТРК «Мир», «28.pl» та ін.
Роботи зберігаються в державних та приватних збірках в Україні, Росії, Білорусі, Казахстані, Вірменії, Польщі, Словаччині, Угорщині, Хорватії, Італії, Словенії, Греції, Австрії, Канаді та США. Найбільшою колекцією робіт володіє галерея «Jan Siuta International Galeries» (Krakow, Poland / Miami, USA).
Проживає в м. Трускавець Львівської області.

## Світлини

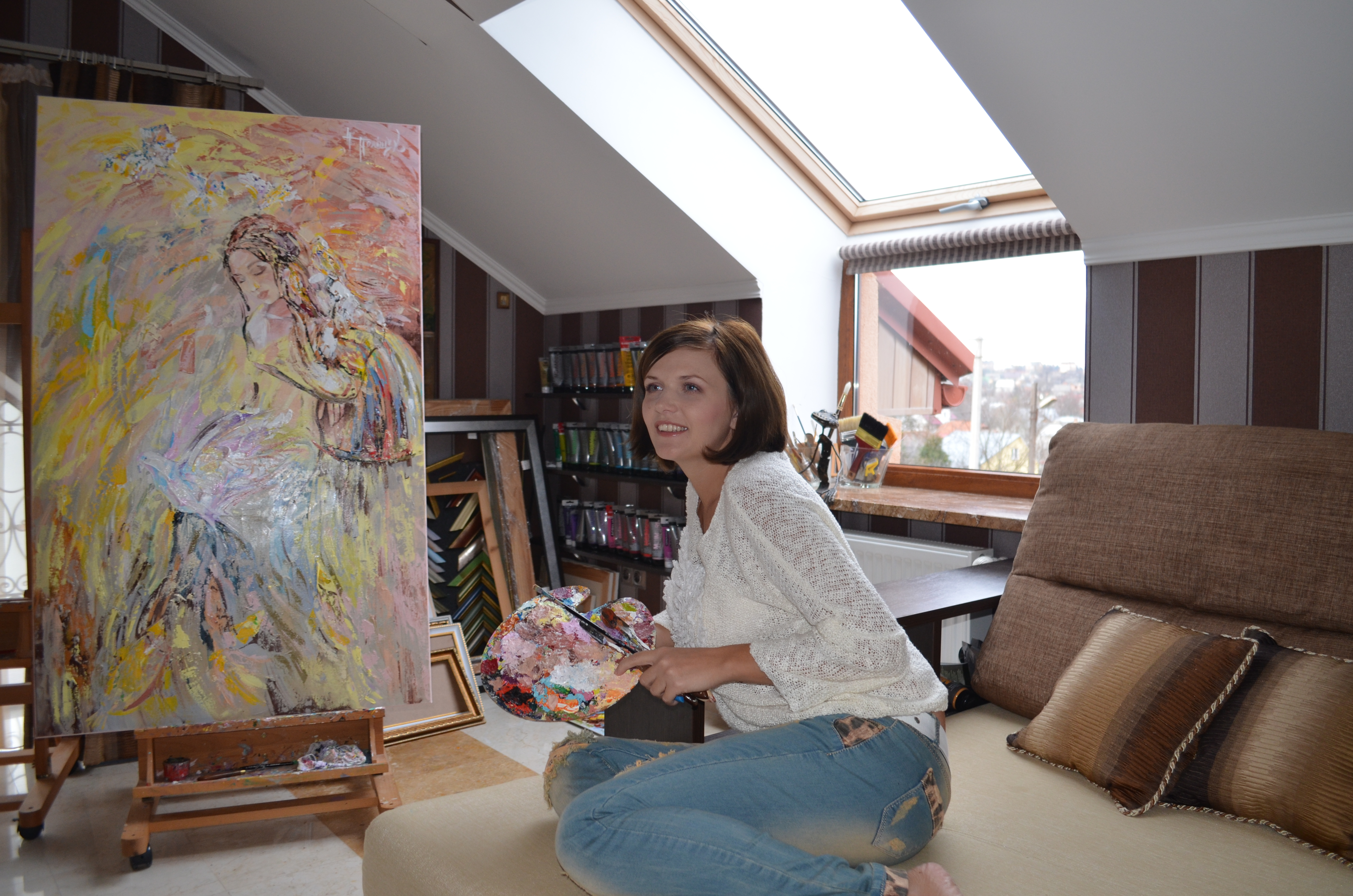
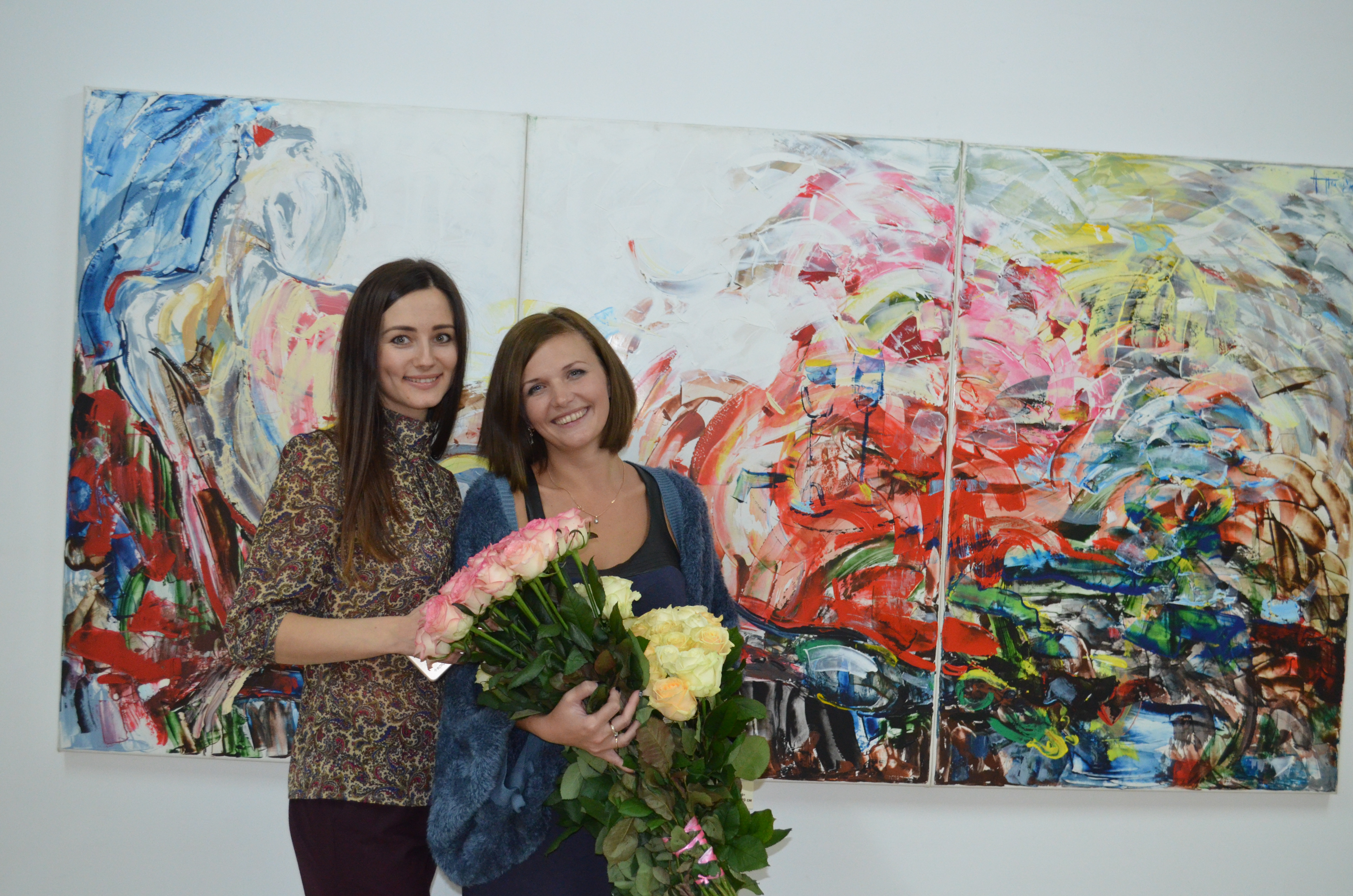
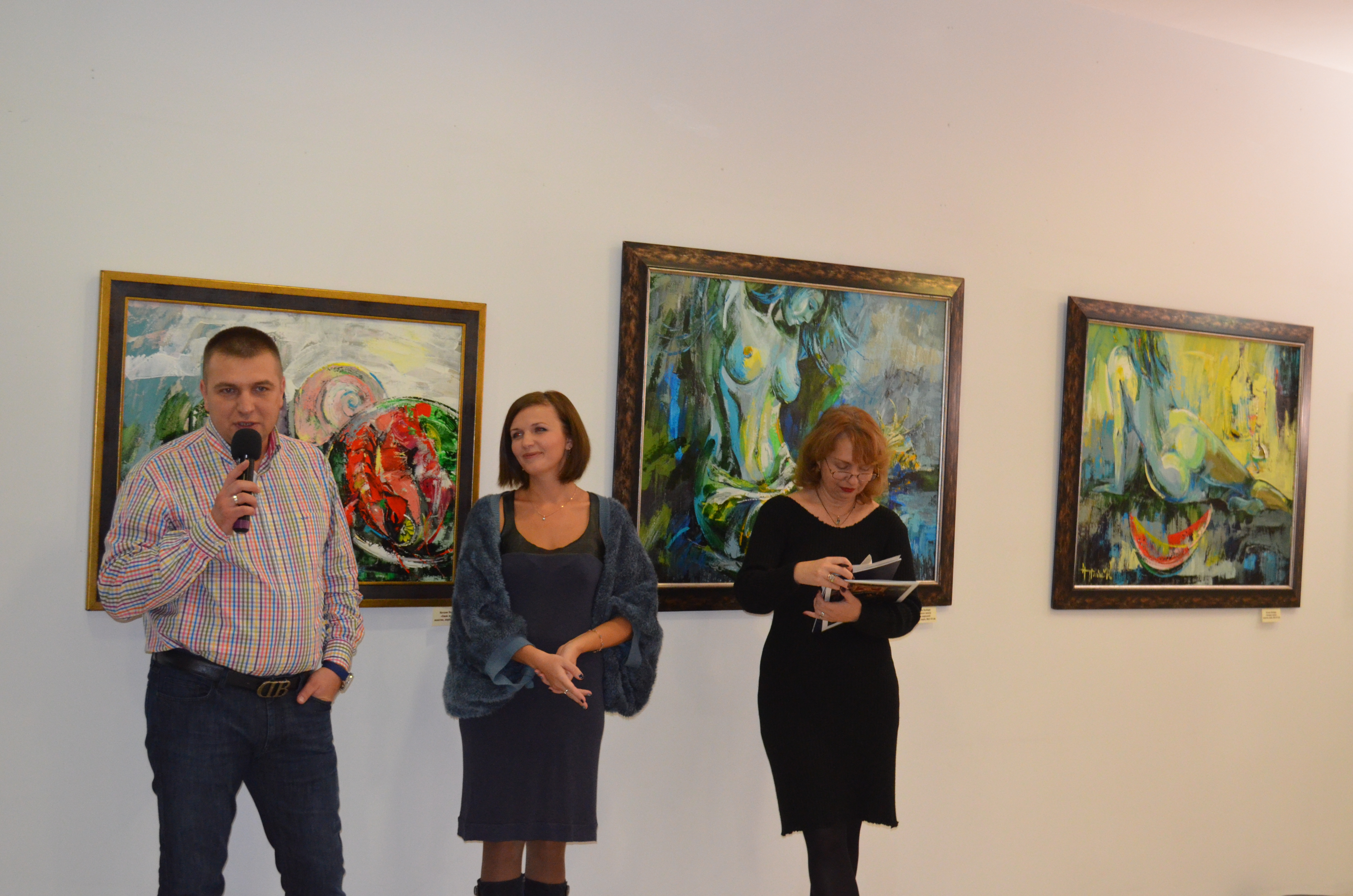
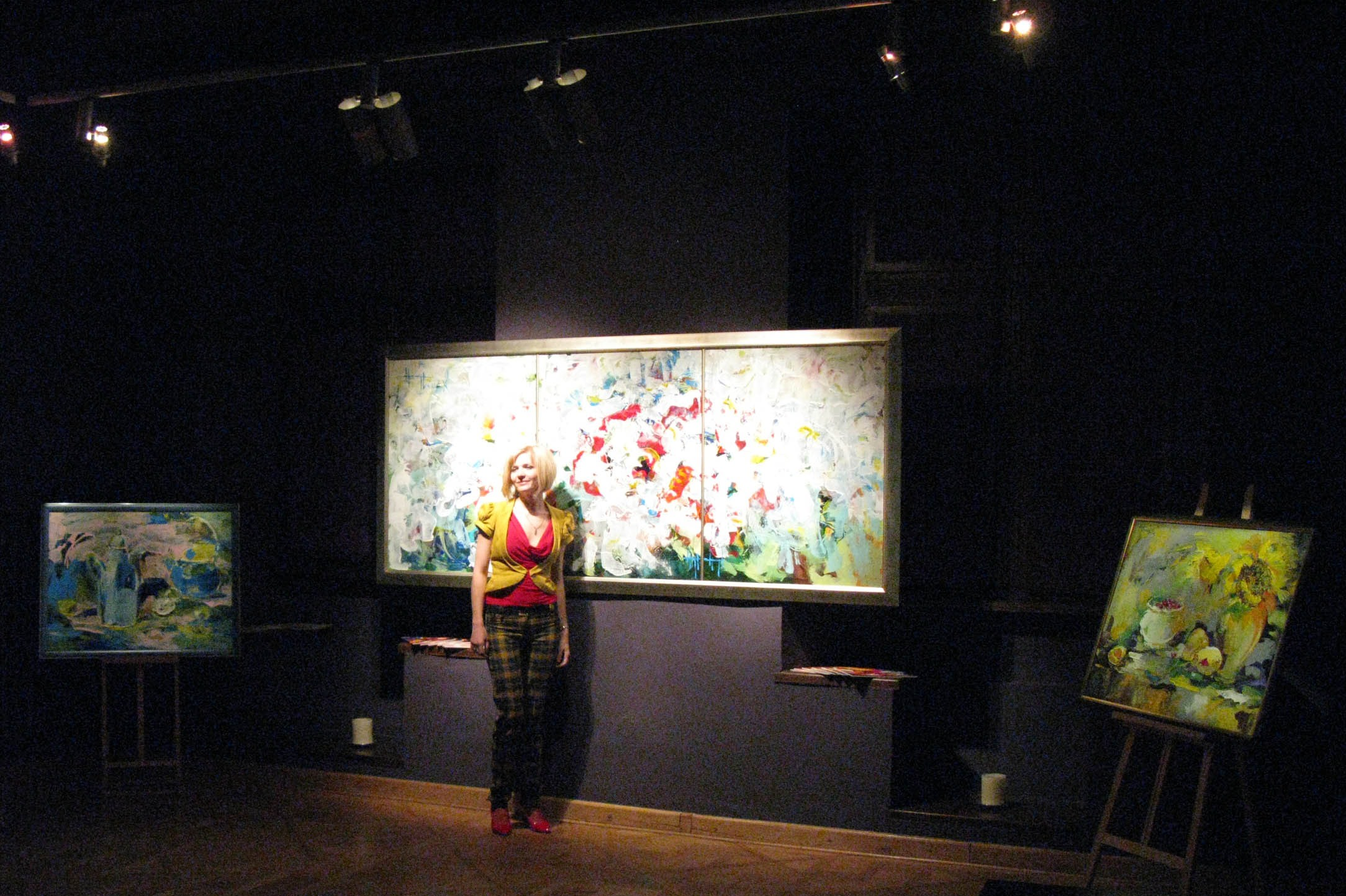